# Buggingen
Buggingen település Németországban, azon belül Baden-Württembergben. Lakosainak száma 4460 fő (2023. december 31.).

## Népesség
A település népessége az elmúlt években az alábbi módon változott:
| Lakosok száma | 3036 | 3013 | 2828 | 2948 | 3160 | 3492 | 3721 | 3841 | 3962 | 4460 |
|               | 1961 | 1967 | 1974 | 1980 | 1987 | 1993 | 2000 | 2006 | 2013 | 2023 |